# Касамиччола-Терме
Касамиччо́ла-Те́рме (итал. Casamicciola Terme) — коммуна в Италии, располагается в регионе Кампания, в провинции Неаполь.
Население составляет 7347 человек, плотность населения составляет 1469 чел./км². Занимает площадь 5 км². Почтовый индекс — 80074. Телефонный код — 081.
Покровителем коммуны почитается святая Мария Магдалена. Праздник ежегодно празднуется 22 июля.